# Dispio uncinata
Dispio uncinata är en ringmaskart som beskrevs av Hartman 1951. Dispio uncinata ingår i släktet Dispio och familjen Spionidae. Arten har ej påträffats i Sverige. Inga underarter finns listade i Catalogue of Life.